# Richard St John Tyrwhitt
Pour les articles homonymes, voir Tyrwhitt.
Richard St John Tyrwhitt, né le 19 mars 1827 à Londres et mort le 6 novembre 1895 à Oxford, est un prêtre anglican, peintre et écrivain d'art.

## Biographie
Richard St John Tyrwhitt naît le 19 mars 1827 à Essex Street, Temple, Londres, fils aîné de Robert Philip Tyrwhitt (1798-1886), magistrat de la Metropolitan Police et auteur de plusieurs ouvrages juridiques, et de son épouse, Catherine Wigley.
Il fait ses études à Oxford et devient ministre protestant dans cette ville. Il produit un grand nombre d'aquarelles et sa réputation est suffisante pour qu'on songe à lui comme professeur à la Slade School of Art.
Il expose à Londres de 1864 à 1887, à la Royal Academy, à Suffolk Street et à la Grovenor Gallery.
Il meurt le 6 novembre 1895 à Oxford.